# Marcus Held
Marcus Held (nascido em 15 de outubro de 1977) é um político alemão. Nasceu em Ludwigshafen, Renânia-Palatinado, e representa o SPD. Marcus Held é membro do Bundestag do estado da Renânia-Palatinado desde 2013.

## Vida
Ele tornou-se membro do bundestag após as eleições federais alemãs de 2013.